# رودخانه دیزج
رودخانه دیزج (یا رودخانه بازار) رودخانه‌ای در منطقه شهر قزوین است. این رودخانه از بالای دهکده الولک از کوه سلطان ویس و کوه اله تر سرچشمه می‌گیرد و بعد از پیوستن چشمه سار‌های الولک به آن به سمت روستای نیاق می‌رود. در امتداد مسیر، این رودخانه دو شاخه شده، یک شاخه آن به سمت روستای زرشک رفته و یک شاخه آن به داخل شهر سرازیر می‌شود. این رودخانه در گذشته از نزدیکی بازار قزوین عبور می‌کرد و به همین علت به رودخانه بازار مشهور شده است؛ بعدها به علت جلوگیری از ورود زباله و خاکروبه مسیر آن را به سمت دروازه رشت تغییر دادند و در مسیر قبلی خیابان مولوی را احداث کردند. این رودخانه باغات جنوبی شهر را در بهار سیراب می‌کند. رودخانه دیزج در بهار پرآب است ولی در تابستان خشک می‌شود. در گذشته، در مسیر این رودخانه ۱۴ آسیاب قرار داشت که نیمی از آرد شهر را تأمین می‌کرد.